# 2018年日本

## 政府

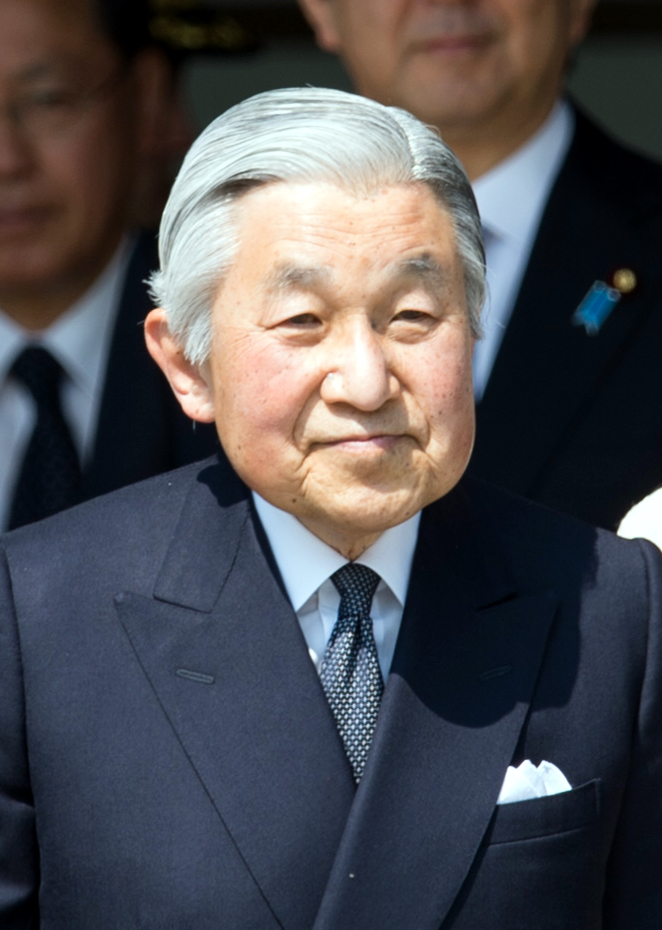
天皇：明仁
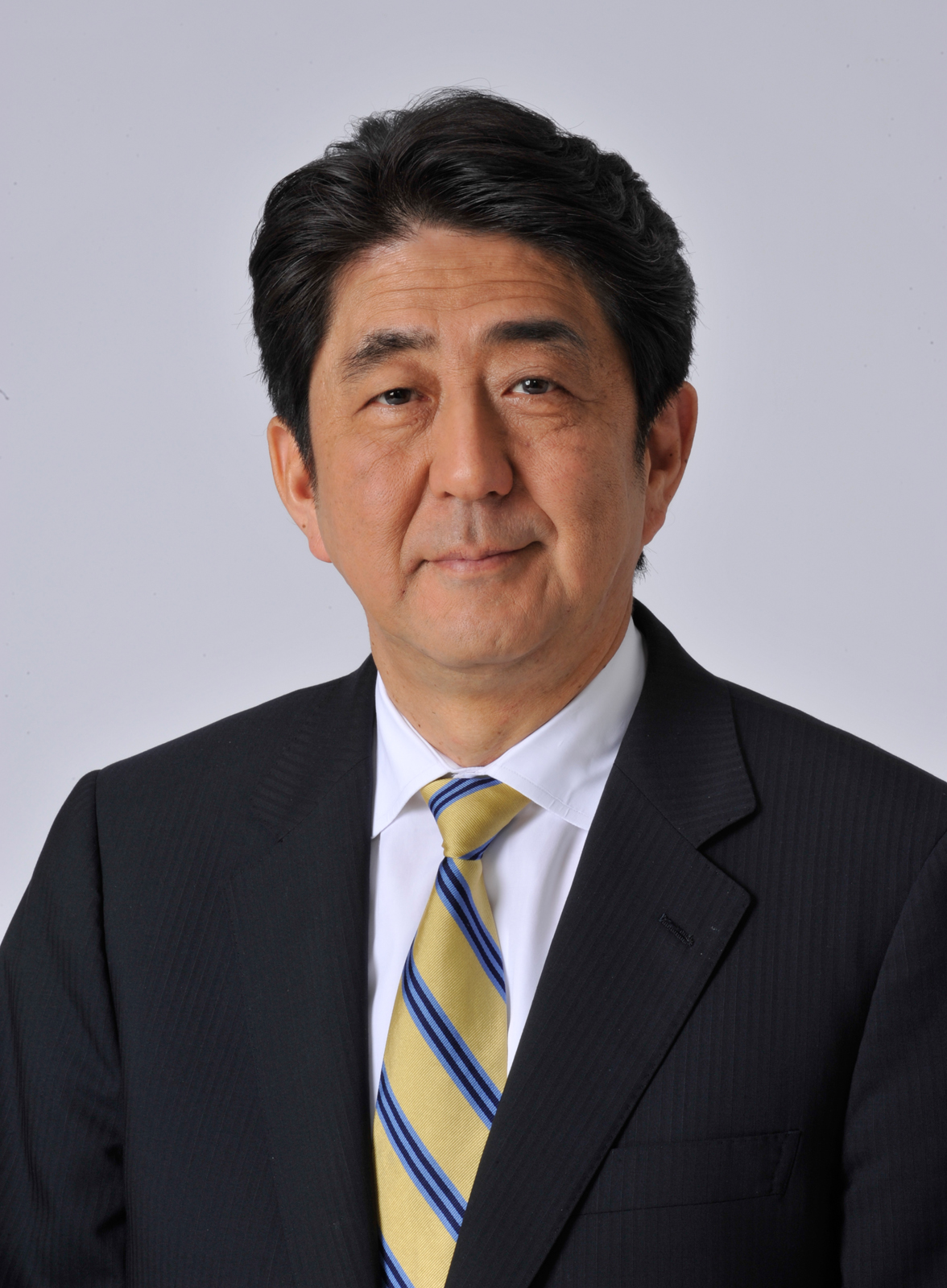
內閣總理大臣：安倍晋三
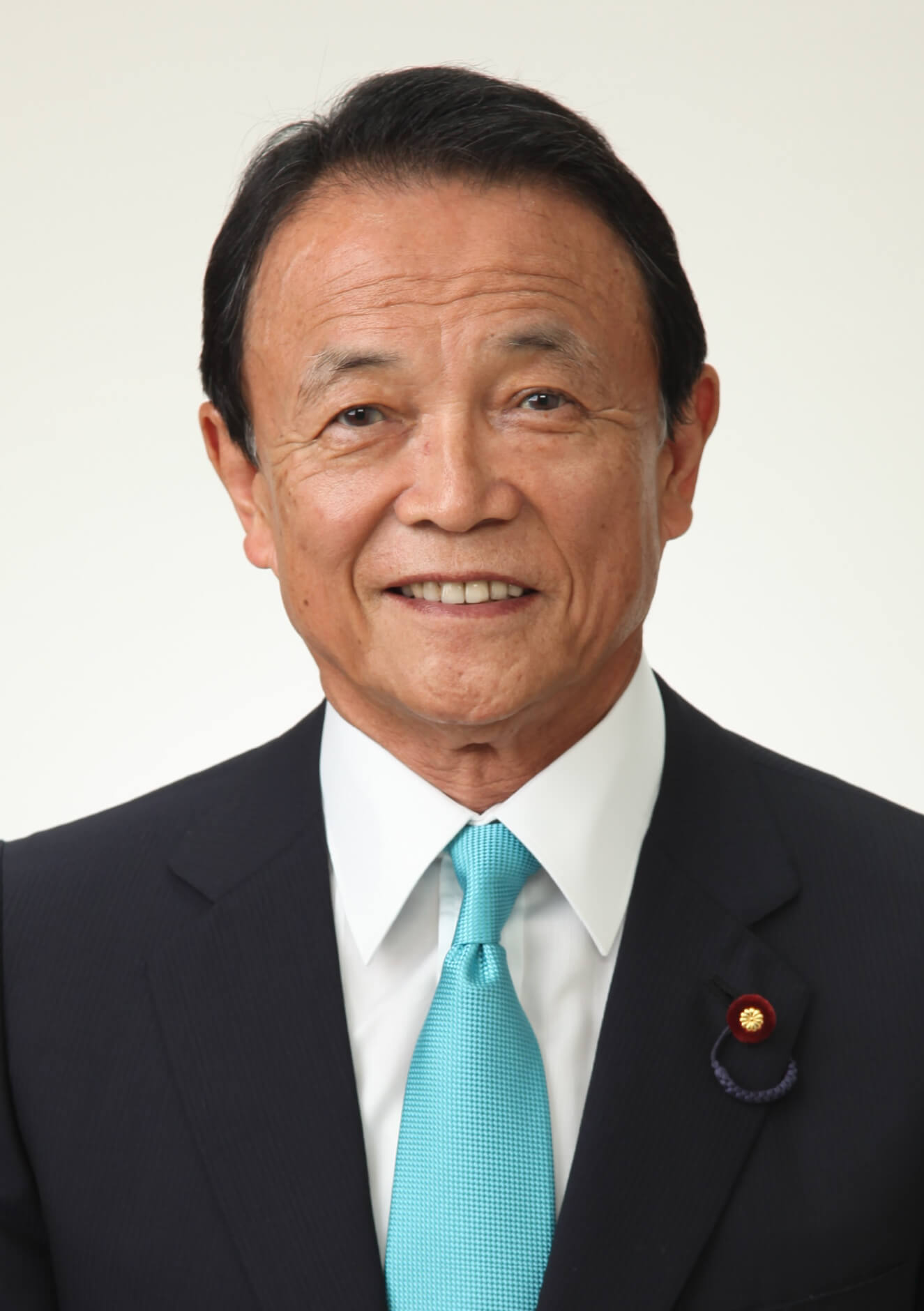
副總理：麻生太郎
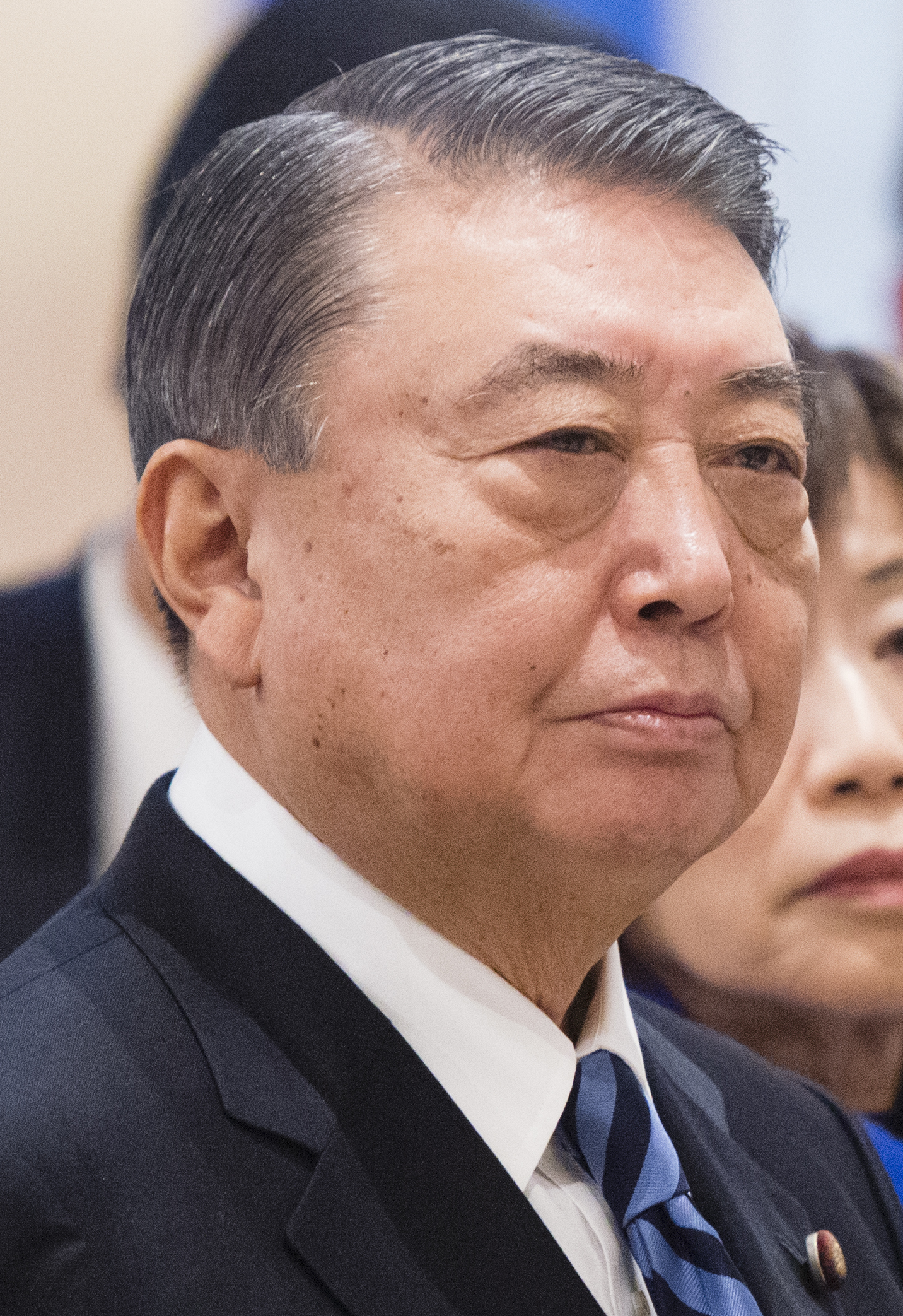
眾議院議長：大島理森
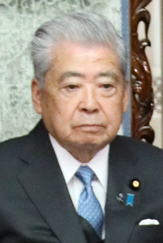
參議院議長：伊達忠一

## 大事时序

### 1月
- 1月4日：职业棒球选手星野仙一去世[1]。
- 1月14日：电影演员夏木阳介去世。
- 1月22日：暴风雪侵袭东京首都圈，消防厅通报有956人受伤[2]。
- 1月23日：草津白根山爆发，消防厅通报群马县有11人受伤，1人伤势严重[3]。
- 1月31日：北海道札幌市东区一养老院发生火灾，消防厅确认11人死亡，3人受伤[4]。

### 2月
- 2月5日－8日，暴风雪侵袭日本海，消防厅确认22人死亡，320人受伤[5]。

### 3月
- 3月1日－12日：气象厅确认九州岛新燃岳爆发[6][7]。
- 3月12日：日本国政府正式承认金融厅根据大阪府合作学校2017年对国会的回应，重新编写了14份决定文件。
- 3月17日：JR北海道根室本線羽帶站廢站[8]，JR西日本東海道本線JR總持寺站與大阪東線衣摺加美北站開業。
- 3月31日：JR西日本三江線全線廢止[9]。

### 4月
- 4月1日：大阪市交通局民營化。旗下大阪市營地下鐵轉交大阪市高速電氣軌道、大阪市營巴士轉交大阪都市巴士運營[10]。
- 4月9日：1時32分，島根縣西部發生M6.1級地震[11]。

### 6月
- 6月9日：21時50分左右，一名22歲男子在東海道新幹線希望265號列車內持斧頭襲擊他人，造成1名男性死亡，2名女子受傷[12]。
- 6月18日：7時58分，大阪府北部發生M6.1地震[13]。

### 7月
- 7月5日：西日本降下特大暴雨，造成洪水、土石流災情及多人傷亡[14]。
- 7月6日：包括教主松本智津夫在內的7名原奧姆真理教骨幹成員被執行死刑[15]。
- 7月下旬：受雙重高氣壓帶籠罩，日本多地錄得破紀錄高溫，其中東京都青梅市錄得當地有紀錄以來最高的40.8度高溫，埼玉县气温高达41.1度，為日本最高紀錄。當局預測極端酷熱天氣會持續到8月。[16][17]
- 7月26日：6名原奧姆真理教骨幹成員被執行死刑[18]。

### 9月
- 9月4日： 颱風燕子侵襲日本四國、近畿地區，造成當地嚴重風災損害。期間颱風眼牆掠過關西國際機場，瞬間風速達58.1公尺/秒，加上海水倒灌造成該機場啟用以來最嚴重的損傷，機場大面積包括跑道和停機坪被水淹浸。機場連外道路也因貨船撞擊造成損毀無法通行，亦使得全數飛機停飛3日。此次風災至少造成日本11人死亡、3百餘位民眾受傷及千棟房屋損毀[19]。
- 9月6日
  - 3時7分 ，北海道發生M6.7強震[20]，北海道厚真町測得日本氣象廳震度等級7的震感[21]，是北海道觀測史上第1個達到震度7的地震[22]。
  - 於2009年5月1日在愛知縣蟹江町入室搶劫殺人，致2死1傷的被告人之上訴被日本最高法院駁回，死刑基本確定[23][24]。
- 9月20日：安倍晉三在自由民主黨總裁選舉中勝出，順利第二度連任黨總裁繼續擔任首相[25]。

### 10月
- 10月6日：有83年歷史的東京築地市場經東京都政府超過10年時間的籌劃及討論後，在這天早上迎來最後營業。當天正午隨即啟動搬遷往豐洲市場的作業。[26]
- 10月11日：豐洲市场开始营业。

### 11月
- 11月19日：日產汽車會長卡洛斯·戈恩在到達羽田機場後，因涉嫌瞞報自己的收入而以違反金融商品交易法的嫌疑被東京地檢特搜部帶走調查[27]。

### 12月
- 12月16日：晚間8時半左右札幌市豐平區一間居酒屋附近發生爆炸，造成最少42人受傷，其中一名30多歲男子重傷，消息稱現場散發濃烈瓦斯氣味[28]。事後調查發現爆炸原因為居酒屋南側相鄰的不動產仲介公司內，有員工違規處理120罐未開封的噴霧劑，導致店內發生爆炸，並導致居酒屋倒塌[29][30]。
- 12月26日：日本政府宣佈退出國際捕鯨委員會（IWC），將在2019年7月重啟停止了30年的商業捕鯨活動，反捕鯨國家譴責日本政府的決定。[31]內閣官房長官菅義偉稱日本捕鯨範圍只限於日本領海及專屬經濟區，不會前往包括南極海域等水域捕鯨。[32]
- 12月27日：於1988年搶劫並殺害投資諮詢公司社長等2名受害人的2名死刑犯被執行死刑，為山下貴司擔任法務大臣以來首次簽發執行命令[33]。
- 12月底：受典型冬季高氣壓影響，日本東北廣泛受寒流及風雪吹襲，並大面積影響交通[34][35][36]。